# İdil Üner
İdil Üner (Berlín, 1 de agosto de 1971) es una actriz y cantante alemana de ascendencia turca. 

## Biografía
Üner se formó como actriz en la Hochschule der Künste de Berlín. Debutó en la serie de televisión Tatort y en la película de Rudolf Thome Das Geheimnis. Pero es conocida sobre todo por su trabajo con los directores alemanes de origen turco Fatih Akin y Thomas Arslan. En particular por sus papeles en Dealer (1999) e Im Juli (2000).
Como directora realizó en 2001 el cortometraje Die Liebenden vom Hotel von Osman por el que obtuvo el Deutsche Kurzfilmpreis (Premios alemanes a cortometrajes) y fue distinguido también con el Premio Especial del Jurado en el Festival de cine de Huesca. La película también estuvo nominada como mejor cortometraje en el Festival Max Ophüls.
La actriz actuó además en el teatro turco Tiyatrom. Como cantante su voz puede oírse en varias películas, por ejemplo, en Gegen die Wand de 2004.
Desde 2008 interviene en la serie de la ARD Mordkommission Istanbul. 
Üner está casada y es madre de una niña. Vive en Berlín Schöneberg.

## Filmografía
- 1995: Das Geheimnis - Dirección: Rudolf Thome (con Adriana Altaras)
- 1998: Kurz und schmerzlos - Dirección: Fatih Akın
- 1999: Dealer - Dirección: Thomas Arslan
- 2000: Spuren im Eis - Eine Frau sucht die Wahrheit - Dirección: Walter Weber
- 2000: Im Juli - Dirección: Fatih Akın (con Moritz Bleibtreu y Christiane Paul)
- 2000: Zwei Mädels auf Mallorca: Die heißeste Nacht des Jahres - Dirección: Dror Zahavi (con Markus Knüfken y Bojana Golenac)
- 2001: Bella Martha - Dirección: Sandra Nettelbeck (con Martina Gedeck)
- 2001: Verliebte Jungs - Dirección: Christoph Schrewe (mit Alexandra Neldel, Axel Stein)
- 2003: Schwer verknallt - Dirección: Josh Broecker
- 2004: Urban Guerillas - Dirección: Neco Çelik
- 2004: Anlat Istanbul - Dirección: Ümit Ünal
- 2006: Verschleppt - Kein Weg zurück - Dirección: Hansjörg Thurn
- 2008: Mordkommission Istanbul: Die Tote in der Zisterne - Dirección: Michael Steinke
- 2008: KDD – Kriminaldauerdienst - 5 episodios
- 2009: Mordkommission Istanbul: Mord am Bosporus - Dirección: Michael Steinke
- 2009: Evet, ich will! - Dirección: Sinan Akkus
- 2009: Zweiohrküken - Dirección: Til Schweiger
- 2010: Mordkommission Istanbul: In deiner Hand - Dirección: Michael Steinke
- 2010: Tatort: Vergessene Erinnerung